# ستانلي هورن
ستانلي هورن (بالإنجليزية: Stanley Horn)‏ هو مؤرخ وشخصية أعمال أمريكي، ولد في 27 مايو 1889، وتوفي في 1980.